# Crows Fly Black
Crows Fly Black – ósmy album fińskiego zespołu Tarot.

## Lista utworów
1. Crows Fly Black – 06:31
2. Traitor – 03:38
3. Ashes to the Stars – 05:25
4. Messenger of Gods – 04:23
5. Before the Skies Come Down – 04:06
6. Tides – 05:33
7. Bleeding Dust – 04:18
8. You – 03:44
9. Howl! – 04:22
10. Grey – 04:44

## Muzycy
- Marco Hietala – śpiew, gitara basowa, gitara akustyczna
- Zachary Hietala – gitara
- Janne Tolsa – instrumenty klawiszowe
- Pecu Cinnari – perkusja
- Tommi Salmela – śpiew, sampler